# Мельзаводская улица (Тюмень)
Мельзаводская улица — одна из улиц города Тюмени. На ней расположено более 60 зданий. Протяжённость — 984 метра. Пересекается с Подгорной улицей. На Мельзаводской улице находятся Тюменский комбинат хлебопродуктов, ликеро-водочный завод АО «Бенат». На территории завода в 2008 году был открыт Музей истории сибирского винокурения. Основной упор экспозиции сделан на три местных предприятия — Заводоуковский спиртзавод, Тюменский водочный завод и ликероводочный завод «Бенат».

## Транспорт
По улице ходит городской автобус № 18.